# Mongolië op de Olympische Zomerspelen 1980
Mongolië nam deel aan de Olympische Zomerspelen 1980 in Moskou, Sovjet-Unie. Er werden in totaal vier medailles gewonnen, 2 zilveren en 2 bronzen in het judo en het worstelen.

## Medailleoverzicht
| Sport     | Olympiër                 | Discipline | Medaille |
| --------- | ------------------------ | ---------- | -------- |
| Judo      | Tsendiin Damdin          | –65kg (m)  | Zilver   |
| Worstelen | Jamtsyn Davaajav         | –74kg (m)  | Zilver   |
| Judo      | Ravdangiin Davaadalai    | –71kg (m)  | Brons    |
| Worstelen | Dugarsürengiin Oyuunbold | –57kg (m)  | Brons    |

## Deelnemers en resultaten

### Boksen
| Olympiër               | Discipline  | Resultaat | Prestatie                                                                                               |
| ---------------------- | ----------- | --------- | --- |
| Vanduin Bayasgalan     | -48kg (m)   | 17e       | 1ste ronde: V van MEX Sosa: 1-4                                                                         |
| Nyamyn Narantuyaa      | -51kg (m)   | 17e       | 1ste ronde: V van VEN Guevara: 0-5                                                                      |
| Tsedengiin Narmandakh  | -54kg (m)   | 17e       | 1ste ronde: vrij 2de ronde: V van CMR Ahanda: scheidsrechterlijke beslissing                            |
| Ravsal Otgonbayar      | -57kg (m)   | 17e       | 1ste ronde: W van IRQ Jawad: 4-1 2de ronde: V van MEX González: 2-3                                     |
| Galsandorjiin Batbileg | -60kg (m)   | 5e        | 1ste ronde: W van ANG Coelho: 5-0 2de ronde: W van DEN Garnell: 4-1 kwartfinale: V van CUB Herrera: 0-5 |
| Khastyn Jamgan         | -63,5kg (m) | 9e        | 1ste ronde: vrij 2de ronde: V van TAN Lyimo: 0-5                                                        |
| Tömöriin Battör        | -67kg (m)   | 17e       | 1ste ronde: V van ZAM Talanti: 0-5                                                                      |

### Boogschieten
| Olympiër               | Discipline      | Resultaat | Prestatie                                                                              |
| ---------------------- | --------------- | --------- | -------------------------------------------------------------------------------------- |
| Niamtseren Biambasuren | individueel (m) | 19e       | 1ste ronde: 20ste met 1178 punten 2de ronde: 17de met 1183 punten totaal: 2361 punten  |
| Tserendorjin Dagvadorj | individueel (m) | 23e       | 1ste ronde: 21ste met 1171 punten 2de ronde: 23ste met 1147 punten totaal: 2318 punten |
|                        |                 |           |                                                                                        |
| Tsedendorj Bazarsuren  | individueel (v) | 29e       | 1ste ronde: 28ste met 1053 punten 2de ronde: 28ste met 1059 punten totaal: 2112 punten |
| Chagdar Biambasuren    | individueel (v) | 23e       | 1ste ronde: 20ste met 1108 punten 2de ronde: 21ste met 1108 punten totaal: 2216 punten |

### Gewichtheffen
| Olympiër                  | Discipline | Resultaat | Prestatie                                                        |
| ------------------------- | ---------- | --------- | ---------------------------------------------------------------- |
| Dorjiin Enkhbaatar        | -52kg (m)  | 27e       | trekken: 11de met 90kg stoten: geen geldige poging               |
| Adyaagiin Jügdernamjil    | -52kg (m)  | 8e        | trekken: 8ste met 97,5kg stoten: 9de met 117,5kg totaal: 215kg   |
| Damdinsürengiin Boldbayar | -75kg (m)  | 13e       | trekken: 13de met 127,5kg stoten: 13de met 155kg totaal: 282,5kg |

### Gymnastiek
| Olympiër                  | Discipline               | Resultaat | Prestatie                                                           |
| ------------------------- | ------------------------ | --------- | ------------------------------------------------------------------- |
| Dashzevgiin Ariunaa       | meerkamp individueel (v) | 35e       | kwalificatie: 60ste met 69,40 punten finale: 35ste met 68,55 punten |
| Davaasürengiin Oyuuntuyaa | meerkamp individueel (v) | 19e       | kwalificatie: 55ste met 70,80 punten finale: 26ste met 71,05 punten |

### Judo
| Olympiër                | Discipline      | Resultaat | Prestatie |
| ----------------------- | --------------- | --------- | --- |
| Yanjmaagiin Dorj        | -60kg (m)       | 11e       | 1ste ronde: vrij 2de ronde: W van GDR Arndt kwartfinale: V van URS Emizh                                                                                |
| Tsendiin Damdin         | -65kg (m)       | Zilver    | 1ste ronde: W van ZIM Fyfer 2de ronde: W van FRA Delvingt kwartfinale: W van SWE Biedron halve finale: W van POL Pawłowski finale: V van URS Solodukhin |
| Ravdangiin Davaadalai   | -71kg (m)       | Brons     | 1ste ronde: W van GUI Diallo 2de ronde: W van URS Namagalauri kwartfinale: W van CUB Tuero halve finale: V van ITA Gamba bronzen finale: W van FRA Dyot |
| Dovdongiin Dashjamts    | -78kg (m)       | 12e       | 1ste ronde: vrij 2de ronde: V van ESP Sanz |
| Dambajavyn Tsend–Ayuush | -86kg (m)       | 19e       | 1ste ronde: V van URS Yatskevich |
| Dendeviin Amgaa         | -95kg (m)       | 13e       | 1ste ronde: vrij 2de ronde: V van ISL Friðriksson |
| Güsemiin Jalaa          | +95kg (m)       | 16e       | 1ste ronde: V van YUG Kovačević |
| Dambajavyn Tsend–Ayuush | open klasse (m) | Brons     | 1ste ronde: vrij 2de ronde: W van SEN Kote kwartfinale: V van GDR Lorenz herkansingen: W van ROU Drăgoi bronzen finale: V van GBR Mapp                  |

### Schietsport
| Olympiër                   | Discipline             | Resultaat | Prestatie                        |
| -------------------------- | ---------------------- | --------- | -------------------------------- |
| Sangidorjiin Adilbish      | 50m geweer 3 houdingen | 27e       | 1135 punten: (392-380-363)       |
| Mendbayaryn Jantsankhorloo | 50m geweer 3 houdingen | 32e       | 1104 punten: (392-379-339)       |
| Sangidorjiin Adilbish      | 50m geweer liggend     | 38e       | 590 punten: (99-96-97-99-99-100) |
| Mendbayaryn Jantsankhorloo | 50m geweer liggend     | 48e       | 583 punten: (98-99-96-97-97-96)  |

### Wielersport
| Olympiër                                                                                             | Discipline         | Resultaat | Prestatie      |
| --- | ------------------ | --------- | -------------- |
| Luvsandagvyn Jargalsaikhan                                                                           | wegwedstrijd (m)   | DNF       | niet gefinisht |
| Batsükhiin Khayankhyarvaa                                                                            | wegwedstrijd (m)   | DNF       | niet gefinisht |
| Dashjamtsyn Tömörbaatar                                                                              | wegwedstrijd (m)   | DNF       | niet gefinisht |
| Dorjpalamyn Tsolmon                                                                                  | wegwedstrijd (m)   | DNF       | niet gefinisht |
| Luvsandagvyn Jargalsaikhan Batsükhiin Khayankhyarvaa Damdinsürengiin Orgodol Dashjamtsyn Tömörbaatar | ploegentijdrit (m) | 19e       | 2:15.04,5      |

### Worstelen
| Olympiër                  | Discipline  | Resultaat   | Prestatie |
| Vrije stijl               | Vrije stijl | Vrije stijl | Vrije stijl |
| ------------------------- | ----------- | ----------- | --- |
| Gombyn Khishigbaatar      | -48kg (m)   | 11e         | 1ste ronde: V van PRK Jang 2de ronde: V van ITA Pollio: 10-17 |
| Nanzadyn Büregdaa         | -52kg (m)   | 6e          | 1ste ronde: W van SYR Dahrouj: 26-5 2de ronde: V van URS Beloglazov: 4-8 3de ronde: W van GDR Reich: 12-5 4de ronde: V van HUN Szabó: 5-12                                                                                                   |
| Dugarsürengiin Oyuunbold  | -57kg (m)   | Brons       | 1ste ronde: W van ROU Neagu: 10-10 2de ronde: V van PER Hurtado 3de ronde: W van CUB Rodríguez 4de ronde: W van IRQ Mushin 5de ronde: W van BUL Tsochev: 9-6 6de ronde: V van PRK Li: 7-7 7de ronde: V van URS Beloglazov: gediskwalificeerd |
| Ölziibayaryn Nasanjargal  | -62kg (m)   | 6e          | 1ste ronde: W van SYR Kudmani: gediskwalificeerd 2de ronde: W van NGR Atasie: 16-1 3de ronde: V van URS Abushev: 4-8 4de ronde: V van ROU Şuteu: 5-10                                                                                        |
| Zevegiin Oidov            | -68kg (m)   | 9e          | 1ste ronde: W van IND Singh: 9-2 2de ronde: W van HUN Kocsis: 7-4 3de ronde: V van FIN Rauhala: 12-13 |
| Jamtsyn Davaajav          | -74kg (m)   | Zilver      | 1ste ronde: W van CMR Tonye 2de ronde: W van IRQ Juma 3de ronde: W van ROU Pîrcălabu: 9-4 4de ronde: W van ITA Niccolini: 20-2 5de ronde: W van TCH Karabin: 6-5 6de ronde: V van BUL Raychev: 5-6                                           |
| Zevegiin Düvchin          | -82kg (m)   | 6e          | 1ste ronde: W van ROU Ţigănaş 2de ronde: W van GDR Weier: 14-11 3de ronde: V van URS Aratsilov: gediskwalificeerd 4de ronde: V van HUN Kovács: 4-6                                                                                           |
| Dashdorjiin Tserentogtokh | -90kg (m)   | 5e          | 1ste ronde: W van AFG Shudzandin: gediskwalificeerd 2de ronde: W van IRQ Ne'ma: 13-4 3de ronde: V van GDR Neupert 4de ronde: W van AUS Pikos 5de ronde: V van URS Oganisyan                                                                  |
| Khorloogiin Bayanmönkh    | -100kg (m)  | 8e          | 1ste ronde: V van CUB Morgan 2de ronde: W van ESP Morales 3de ronde: V van ROU Puşcaşu |
| Odnoin Bakhyt             | +100kg (m)  | 11e         | 1ste ronde: V van SEN Sakho: 1-10 2de ronde: V van URS Andiyev |
| Grieks-Romeins            |             |             | |
| Buyandelgeriin Bold       | -68kg (m)   | 5e          | 1ste ronde: W van IRQ Mahmoud: 18-15 2de ronde: W van AFG Hamidi: gediskwalificeerd 3de ronde: V van POL Supron 4de ronde: vrij 5de ronde: V van SWE Skiöld                                                                                  |
| Aduuchiin Baatarkhüü      | -82kg (m)   | 10e         | 1ste ronde: V van BUL Pavlov 2de ronde: G van ESP San-Isidro |
| Jamtsyn Bor               | -90kg (m)   | 14e         | 1ste ronde: V van POL Kwieciński: 3-11 2de ronde: V van AUT Pitschmann |

Afghanistan · Algerije · Andorra · Angola · Australië · België · Benin · Birma · Botswana · Brazilië · Bulgarije · Colombia · Congo-Brazzaville · Costa Rica · Cuba · Cyprus · Denemarken · Dominicaanse Republiek · Duitse Democratische Republiek · Ecuador · Ethiopië · Finland · Frankrijk · Griekenland · Groot-Brittannië · Guatemala · Guinee · Guyana · Hongarije · Ierland · IJsland · India · Irak · Italië · Jamaica · Joegoslavië · Jordanië · Kameroen · Koeweit · Laos · Lesotho · Libanon · Liberia · Libië · Luxemburg · Madagaskar · Mali · Malta · Mexico · Mongolië · Mozambique · Nederland · Nepal · Nicaragua · Nieuw-Zeeland · Nigeria · Noord-Korea · Oeganda · Oostenrijk · Peru · Polen · Portugal · Puerto Rico · Roemenië · San Marino · Senegal · Seychellen · Sierra Leone · Sovjet-Unie · Spanje · Sri Lanka · Syrië · Tanzania · Trinidad en Tobago · Tsjecho-Slowakije · Venezuela · Vietnam · Zambia · Zimbabwe · Zweden · Zwitserland